# Aora spinicornis
Aora spinicornis är en kräftdjursart som beskrevs av Odette Afonso 1976. Aora spinicornis ingår i släktet Aora och familjen Aoridae. Inga underarter finns listade i Catalogue of Life.